# Jakovac
Jakovac (en serbe cyrillique : Јаковац) est un village de Serbie situé dans la municipalité de Knjaževac, district de Zaječar. Au recensement de 2011, il comptait 233 habitants.

## Démographie
| 1948 | 1953 | 1961 | 1971 | 1981 | 1991 | 2002 | 2011 |
| ---- | ---- | ---- | ---- | ---- | ---- | ---- | ---- |
| 939  | 961  | 867  | 723  | 597  | 483  | 349  | 233  |

|  |